# Zeche Adolf von Hansemann
Die Zeche Adolf von Hansemann war ein Steinkohlenbergwerk im Dortmunder Stadtteil Mengede. Das Bergwerk wurde bis zum Jahr 1876 unter dem Namen Zeche Adolph von Hansemann geführt. Namensgeber für das Bergwerk war der Inhaber der Berliner Disconto-Gesellschaft Adolph von Hansemann (1826–1903). Die von D. & K. Schulze im Stil der Backsteingotik entworfenen Tagesanlagen gehören zu den architektonisch bedeutendsten Zechenbauten in Dortmund.
Als Vorbild für den Mittelteil ist das gotische Uenglinger Tor der Hansestadt Stendal in der Altmark zu sehen.

## Geschichte

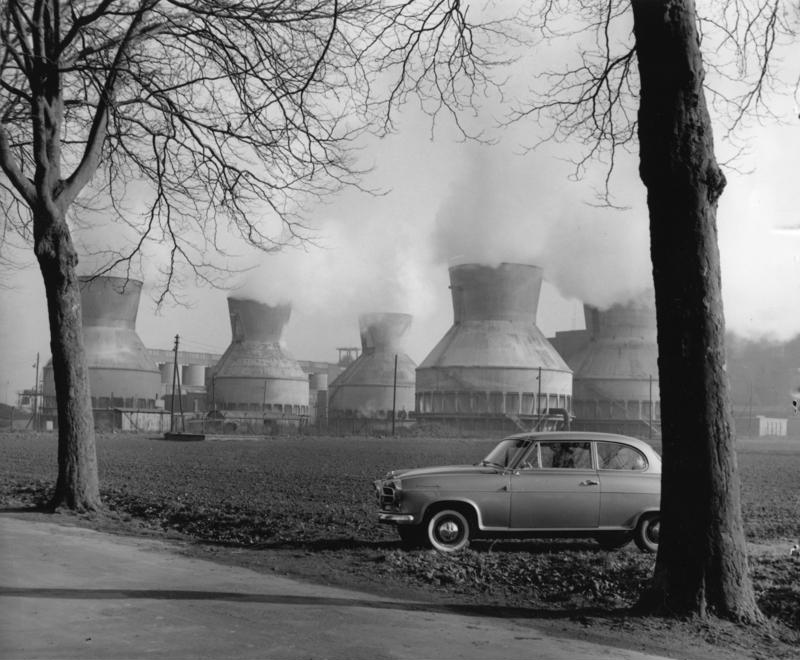
Außenschacht „Gustav“ hinter dem Kraftwerk Gustav Knepper, 1959

### Die Anfänge
Im Jahr 1856 wurde für die Felder Arnoldus I und Arnoldus II die Mutung eingelegt. Am 27. Mai des Jahres 1857 wurde die Kommanditgesellschaft auf Aktien A. Boucard et Compagnie gegründet. Dies war eine französische Gesellschaft, die ihren Sitz in Paris hatte. Zweck dieser Gründung war die Errichtung des Bergwerks. Im selben Jahr wurde die Mutung für die Felder Blancas Glück, Henri und Edward eingelegt. Im Jahr 1858 wurde die Mutung auf das Feld Christian August eingelegt. Im selben Jahr wurden die Felder Arnoldus I, Arnoldus II und Blancas Glück verliehen. Im Jahr 1859 wurde die Mutung auf das Feld André eingelegt. Noch im selben Jahr wurden die Felder Christian August, André, Henri und Edward verliehen. Da zu diesem Zeitpunkt bereits die kurz nach Gründung der Gesellschaft einsetzende erste Weltwirtschaftskrise herrschte, konnten die Teufarbeiten für den ersten Schacht nicht begonnen werden. In den Jahren 1866 und 1867 wurden alle verliehenen Felder auf die gesetzlich zugelassene Größe erweitert. Am 6. Januar des Jahres 1873 verkaufte die Kommanditgesellschaft auf Aktien A. Boucard et Compagnie ihr Bergwerkseigentum an die Disconto-Gesellschaft aus Berlin. Der Preis hierfür lag bei 810.000 Mark. Am 4. Februar desselben Jahres gründeten die deutschen Besitzer die Mengeder Bergwerks-Aktiengesellschaft. Die neue Aktiengesellschaft hatte ihren Sitz in Mengede, das Stammkapital betrug sechs Millionen Mark.

### Die Errichtung des Bergwerks
Im Jahr 1873 wurde mit den Teufarbeiten für den ersten Schacht begonnen. Der Schacht wurde an der Barbarastraße angesetzt und später Schacht 2 benannt. Die Teufarbeiten gestalteten sich äußerst schwierig, da es im Schacht zu ungewöhnlich starken Wasserzuflüssen kam. Die starken Wasserzuflüsse führten dazu, dass die Teufarbeiten mehrmals unterbrochen werden mussten. Auch im darauffolgenden Jahr mussten die Teufarbeiten aufgrund der starken Wasserzuflüsse unterbrochen werden. Am 20. Oktober desselben Jahres wurden die Felder konsolidiert zu Adolph von Hansemann. Das gesamte Grubenfeld bestand aus sieben Geviertfeldern und umfasste eine Fläche von 15 km2. Im Jahr 1875 wurden die Teufarbeiten bei einer Teufe von 194 Metern gestundet. Noch im selben Jahr wurden die Tagesanlagen weiter ausgebaut. Im Jahr 1876 wurde der Schacht zunächst gesümpft, anschließend wurden die Teufarbeiten wieder aufgenommen. Noch im selben Jahr erhielt das Gelände einen Eisenbahnanschluss. Am 10. August wurden die Teufarbeiten wegen starker Wasserzuflüsse erneut gestundet. Die Wasserzuflüsse waren mit 4,6 m3 pro Minute so stark, dass der Schacht absoff. Aufgrund dieses Vorfalls wurde die gesamte Belegschaft entlassen. Im Jahr 1881 wurden die Arbeiten am Schacht wieder aufgenommen. Im selben Jahr wurde eine stärkere Wasserhaltungsmaschine in Betrieb genommen. Im Schachttiefsten wurde ein 24 Meter starker Betonpfropfen eingebracht. Am 15. März des darauffolgenden Jahres begann man mit der Sümpfung des Schachtes, anschließend wurde der Betonpfropfen durchgeteuft. Im Jahr 1883 wurden die Teufarbeiten weiter geführt. Im Jahr 1884 kam es bei einer Teufe von 228 Metern zu erneuten starken Wasserzuflüssen. Pro Minute drangen bis zu 14 m3 in den Schacht. Am 5. August desselben Jahres wurden die Teufarbeiten erneut eingestellt und der Schacht soff erneut ab. Im Jahr 1885 wurde weitere Pumpen aufgestellt, die zusammen pro Minute 21 m3 Wasser abpumpen konnten. Am Ende des Jahres wurde mit den Sümpfungsarbeiten begonnen. Ab dem Jahr 1886 begann man erneut mit den Teufarbeiten. Bei einer Teufe von 230 Metern kam es zu Wasserzuflüssen von 22 m3 pro Minute. Am 20. April desselben Jahres wurden die Teufarbeiten endgültig eingestellt und der Schacht soff erneut ab.
Da die Bergwerksbesitzer nicht wussten, ob der Schacht jemals das Karbon erreichen würde, planten sie, einen neuen Schacht zu teufen. Im Jahr 1888 wurde ein zweiter Schacht (später Schacht 1) abgeteuft. Der Schacht wurde 80 Meter südlich des ersten Schachtes angesetzt. Die Teufarbeiten für den zweiten Schacht liefen erheblich besser an als beim ersten Schacht. Im Jahr 1890 erreichte der zweite Schacht eine Teufe von 292 Metern. Bei dieser Teufe kam es zu starken Wasserzuflüssen, bei denen pro Minute vier Kubikmeter Wasser in den Schacht flossen. Im Jahr darauf erreichte der Schacht bei einer Teufe von 257 Metern das Karbon. Im selben Jahr wurde bei einer Teufe von 270 Metern eine Unterfahrungsstrecke angesetzt. Zweck dieser Strecke war die Unterfahrung des ersten Schachtes, um dort das Wasser abzuzapfen und dann über den zweiten Schacht abzuleiten. Im Jahr 1892 begann man, den ersten Schacht über ein Bohrloch zu sümpfen. Aufgrund eines Pumpenschadens und der starken Wasserzuflüsse von 25 m3 pro Minute, soff der Schacht erneut ab. In diesem Jahr kamen zwei Bergleute bei den Arbeiten zu Tode. Im Jahr 1893 wurde im zweiten Schacht bei einer Teufe von 298 Metern (− 234 m NHN) die 1. Sohle angesetzt. Im selben Jahr wurde bei einer Teufe von 339 Metern (− 274 m NN) die Mittelsohle nach Norden angesetzt. Im Jahr 1894 wurde erneut versucht, den ersten Schacht zu sümpfen, aufgrund der starken Wasserzuflüsse von 42,3 m3 pro Minute wurde der erste Schacht aufgegeben. Im selben Jahr begann man mit den Teufarbeiten für den dritten Schacht. Der Schacht wurde 70 Meter östlich der beiden anderen Schächte angesetzt. Der Schacht hatte einen Schachtdurchmesser von 5,05 Metern. Im selben Jahr wurde im zweiten Schacht bei einer Teufe von 438 Metern (− 373 m NHN) die 2. Sohle angesetzt.

### Die ersten Betriebsjahre
Im Jahr 1896 wurden im zweiten Schacht die ersten Kohlen gefördert. Allerdings konnte nur im geringfügigen Umfang Kohle gefördert werden. Im selben Jahr kam es im Schacht 3 bei einer Teufe von 186 Metern zu hohen Wasserzuflüssen. Aus diesem Grund wurde auf der 1. Sohle aus einer Unterfahrungsstrecke heraus ein Bohrloch bis zur Schachtsohle erstellt. Anschließend wurde der Schacht 3 über dieses Bohrloch gesümpft. Danach wurden die Teufarbeiten wieder aufgenommen, jedoch kam es bei einer Teufe von 195 Metern zu erneuten Wasserzuflüssen. Aufgrund dieser Wasserzuflüsse soff der Schacht ab. Im selben Jahr wurde die Mengeder Bergwerks-Aktiengesellschaft aufgelöst. Am 24. Juli desselben Jahres wurde die Gesellschaft umgewandelt in die Gewerkschaft der Mengeder Steinkohlengruben. Im Jahr 1897 wurden die Bohrarbeiten im Schacht 3 beendet, anschließend wurde im Schacht mit dem Einbau der Küvelage und der Moosbüchse begonnen. Auf der 440 Metersohle (2. Sohle) wurde südlich des Hauptquerschlags weiter aufgefahren. Die Auffahrung erfolgte hier mit maschinellem Bohrbetrieb, der Querschlag sollte bis auf eine Länge von 1226 Metern aufgefahren werden. Bei der Auffahrung wurden mehrere bauwürdige Flöze durchörtert. Auf den Flözen 1, 2, 4 und A wurden bereits Vorrichtungsarbeiten durchgeführt. über Tage wurde eine Ziegelei mit Dorsteiner Pressen in Betrieb genommen. In der Ziegelei sollten die aus der Grube geförderten schieferhaltigen Bergematerialien zu Ziegeln verarbeitet werden. Außerdem wurde ein neuer Kompressor installiert. Des Weiteren waren über Tage eine Koksofenanlage, eine neue Kesselanlage mit zwölf Kesseln und ein Maschinengebäude für den Schacht 3 in Bau. Zu diesem Zeitpunkt gehörte das Bergwerk zum Bergrevier West-Dortmund. Im Jahr 1898 wurde der Schacht 3 mit der 2. Sohle durchschlägig.
Im Jahr 1899 wurden die Tagesanlagen fertiggestellt. Am 1. April desselben Jahres wurde eine Kokerei in Betrieb genommen. Im Juni wurde mit der regelmäßigen Förderung begonnen. Am 14. September wurde das Bergwerk von der Dortmunder Union erworben. Der Kaufpreis betrug neun Millionen Mark. Noch am selben Tag wurde, nachdem nun alle 1000 Kuxe von der Union erworben waren, die Gewerkschaft aufgelöst. Am 3. Januar des Jahres 1901 kam es zu einem Wassereinbruch, infolge dessen die Grube absoff. Nur wenige Tage später, am 8. Januar, kam es im zweiten Schacht zu einer Schlagwetterexplosion. Bei diesem Grubenunglück wurden zwei Bergleute getötet. Bis zum 5. Mai desselben Jahres wurden die Grubenbaue gesümpft. Im selben Jahr waren bereits zehn Flöze in Verhieb. Die Mächtigkeit dieser Flöze lag zwischen ½ und drei Metern. Im Jahr 1903 wurden die Teufarbeiten an Schacht 3 weitergeführt und der Schacht wurde tiefer geteuft. Im selben Jahr wurde ein 0,2 km2 großer Feldesteil an die Zeche Vereinigte Stein & Hardenberg abgegeben. Im Jahr 1904 wurde im zweiten Schacht bei einer Teufe von 578 Metern (− 513 m NHN) die 3. Sohle angesetzt. Im Jahr 1908 wurde im Schacht 3 ein Aufbruch bis zur 2. Sohle erstellt und der Schacht tiefer geteuft. Im selben Jahr wurde mit der Zeche Minister Achenbach ein 0,2 km2 großes Feldesteil getauscht. Im Jahr 1904 wurde im Schacht 3 bei einer Teufe von 737 Metern (− 670 m NHN) die 4. Sohle angesetzt. Am 1. Juli 1910 ging die Zeche Adolf von Hansemann in den Besitz der Deutsch-Luxemburgischen Bergwerks- und Hütten-AG über.
Im Jahr 1911 wurde der erste Schacht gesümpft, anschließend wurden die Teufarbeiten wieder aufgenommen und der Schacht wurde tiefer geteuft. Im Jahr 1912 wurde der erste Schacht in Schacht 2 und der zweite Schacht in Schacht 1 umbenannt. Der Schacht 2 war mittlerweile bis zur 3. Sohle geteuft und wurde als Wetterschacht in Betrieb genommen. Damit verfügte das Bergwerk nun über die drei Schächte 1, 2 und 3. Schacht 3 wurde als einziehender Schacht eingesetzt. Im Jahr 1913 wurde eine Anlage zur Benzolgewinnung und -reinigung errichtet. Am 27. Juli des Jahres 1915 kam es zu einem Grubenbrand, hierbei kamen 13 Bergleute zu Tode. Am 17. August des Jahres 1916 starben bei einer Schlagwetterexplosion drei Bergleute. Am 25. April des Jahres 1924 wurde ein Abbauvertrag mit der Zeche Graf Schwerin geschlossen. Aufgrund dieses Vertrages wurde ein 0,5 km2 großer Feldesteil an die Zeche Graf Schwerin abgetreten. Im Jahr 1926 wurde die Zeche Adolf von Hansemann von der Gelsenkirchener Bergwerks-AG übernommen.

### Ausbau der Schachtanlage
Im Jahr 1930 wurde mit den Teufarbeiten für Schacht 4 begonnen. Der Schacht wurde in der Emsinghoffstraße in Oestrich angesetzt. Er befand sich somit 1½ Kilometer westlich von den Schächten 1–3. Am 11. Februar desselben Jahres wurde die Kokerei stillgelegt. Außerdem wurden im selben Jahr die Teufarbeiten an Schacht 4 bei einer Teufe von 15 Metern gestundet. Grund für diese Maßnahmen war die Weltwirtschaftskrise. Im Jahr 1934 wurden die Teufarbeiten an Schacht 4 wieder aufgenommen. Zusätzlich wurde am 1. August desselben Jahres mit den Teufarbeiten für Schacht Gustav (Schacht 5) begonnen. Der Schacht wurde nach dem damaligen Generaldirektor der Gelsenkirchener Bergwerke AG, Gustav Knepper, benannt. Am 15. Juli des Jahres 1935 kam es zu einer Schlagwetterexplosion mit anschließender Kohlenstaubexplosion. Bei diesem Grubenunglück wurden 17 Bergleute getötet. Im selben Jahr erreichte der Schacht 4 bei einer Teufe von 270 Metern das Karbon. Bei einer Teufe von 313 Metern (− 238 m NHN) erfolgte der Durchschlag mit der 1. Sohle. Noch im selben Jahr wurde der Schacht mit den beiden vom Betriebsteil 1–3 aufgefahrenen Sohlen, der 3. und 4. Sohle, durchschlägig. Außerdem wurde in diesem Jahr der Wetterschacht 5 bis zur 3. Sohle durchschlägig. Im Jahr darauf wurde der Schacht 4 mit der 4. Sohle durchschlägig. Im Jahr 1937 wurde auf dem Betriebsteil 4/5 mit der Förderung begonnen. Im darauffolgenden Jahr wurde die Anlage 4/5 umbenannt in Gustav 1/2.
Anfang des Jahres 1938 übernahm die neue Schachtanlage die gesamte Förderung aus dem Feld Adolf von Hansemann. Gleichzeitig wurde die Förderung auf der alten Schachtanlage Adolf von Hansemann 1/2/3 stillgelegt. Die abgebauten Kohlen wurden unter Tage nach Gustav 1/2 gefördert und dort nach über Tage gefördert. Die alte Schachtanlage Adolf von Hansemann 1/2/3 war von nun an nur noch Außenschachtanlage. Später wurde der Betriebsteil Adolf von Hansemann 1–3 erneut für die Förderung genutzt. Im Jahr 1939 umfasste die Berechtsame eine Fläche von 15,1 km2. Im Jahr 1942 wurden die Teufarbeiten an Schacht 2 wieder aufgenommen und der Schacht wurde tiefer geteuft. Am 1. Juli desselben Jahres stürzte auf Gustav 1/2 eine Lok auf den Förderkorb, hierbei wurden neun Bergleute getötet. Im Jahr 1943 wurde der Schacht 2 mit der 3. Sohle und 1944 mit der 4. Sohle durchschlägig. In der Zeit vom 4. April bis zum 8. Mai des Jahres 1945 wurde die Förderung aufgrund der Kriegsereignisse eingestellt. Im selben Jahr wurde im Schacht 2 bei einer Teufe von 896 Metern (− 831 m NHN) die 5. Sohle angesetzt. Im Jahr 1949 begannen die Arbeiten zum Teufen des Wetterschachtes Königsmühle. Der Schacht war als Gemeinschaftsschacht der Zechen Hansa, Hansemann und Fürst Hardenberg geplant. Am 4. Februar des Jahres 1951 starben bei einem Sprengunglück drei Bergleute. Im Jahr 1952 wurde mit dem Abteufen des Schachtes Königsmühle an der südlichen Markscheide der Zeche Hansa begonnen. Im selben Jahr kamen bei einer Schlagwetterexplosion fünf Bergleute ums Leben. Im Jahr 1953 wurde der Wetterschacht Königsmühle mit der 2. Sohle Adolf von Hansemann durchschlägig. Im Jahr 1954 wurde der Schacht 1 mit der 4. Sohle durchschlägig. Im selben Jahr wurde auf dem Baufeld Hansemann 1–3 die Förderung eingestellt. Ebenfalls wurde die Kohlenwäsche auf dem Betriebsteil Adolf von Hansemann abgebrochen. Die abgebauten Kohlen wurden unter Tage nach Gustav 1/2 gefördert und dort nach über Tage gefördert. Die Aufbereitung der geförderten Kohlen erfolgte auf den Bergwerken Hansa und Fürst Hardenberg.

### Die letzten Jahre bis zur Stilllegung
Im Jahr 1955 wurde der Schacht Königsmühle in Betrieb genommen. Außerdem wurden in diesem Jahr die Teufarbeiten am Schacht Gustav 1 weiter geführt und der Schacht wurde tiefer geteuft. Außerdem wurde im Ostfeld begonnen, einen neuen Wetterschacht zu teufen. Der Schacht wurde an der Schaarstraße angesetzt. Im Jahr 1956 erreichte der Ostschacht bei einer Teufe von 296 Metern das Karbon. Im selben Jahr wurde im Schacht Gustav 1 bei einer Teufe von 900 Metern (− 825 m NHN) die 5. Sohle angesetzt. Im Jahr darauf wurde der Ostschacht bei einer Teufe von 575 Metern mit der 3. Sohle durchschlägig. Die Endteufe erreichte der Schacht bei einer Teufe von 607 Metern (− 539 m NHN). Im Jahr 1958 wurde der Ostschacht in Betrieb genommen. 1960 wurde begonnen, den Schacht Gustav 2 tiefer zu teufen. 1963 wurden die Tagesanlagen von Adolf von Hansemann 1–3 stillgelegt und zwei Jahre später ein Verbund mit der Zeche Hansa hergestellt. Im Jahr 1965 wurde die Zeche Adolf von Hansemann komplett von der Zeche Hansa übernommen.

## Förderung und Belegschaft
Die ersten bekannten Belegschaftszahlen des Bergwerks stammen aus dem Jahr 1876, in diesem Jahr waren 70 Bergleute auf dem Bergwerk beschäftigt. Im Jahr 1882 stieg die Belegschaftsstärke auf 157 Beschäftigte, um nur drei Jahre später im Jahr 1885 auf 58 Beschäftigte abzusinken. Die ersten Förderzahlen stammen aus dem Jahr 1896, in diesem Jahr wurden 14.262 t Steinkohle gefördert, die Belegschaftsstärke betrug in diesem Jahr 338 Beschäftigte. Im Jahr 1900 wurden mit 1403 Beschäftigten 206.996 t Steinkohle gefördert. Im Jahr 1905 lag die Förderung bei 296.720 t Steinkohle, die Belegschaftsstärke betrug 1865 Beschäftigte. Im Jahr 1910 wurden mit 2727 Beschäftigten 484.902 t Steinkohle gefördert. Bis zum Jahr 1914 wurde die Förderung auf 762.000 t Steinkohle gesteigert. Im Jahr 1920 förderten 4243 Beschäftigte insgesamt 557.433 t Steinkohle. Im Jahr 1925 lag die Förderung bei 718.000 t Steinkohle, die Belegschaftsstärke betrug 2973 Beschäftigte. Im Jahr 1930 wurden mit 2070 Beschäftigten 545.780 t Steinkohle gefördert. Im Jahr 1935 sank die Förderung auf 429.690 t Steinkohle, die Belegschaftsstärke betrug 1761 Beschäftigte.
Die maximale Förderung des Bergwerks wurde im Jahr 1939 erbracht. Mit 3109 Beschäftigten wurden in diesem Jahr 1.359.050 t Steinkohle gefördert. Im Jahr 1940 wurde eine Förderung von 1.270.000 t Steinkohle gefördert. Im Jahr 1945 sank die Förderung auf 402.000 t Steinkohle, die Belegschaftsstärke betrug 2928 Beschäftigte. Im Jahr 1950 stieg die Förderung wieder auf über eine Million Tonnen, mit 4087 Beschäftigten wurden 1.033.880 t Steinkohle gefördert. Im Jahr 1955 wurden mit 4462 Beschäftigten 1.086.930 t Steinkohle gefördert. Im Jahr 1960 sank die Förderung auf unter eine Million Tonnen, es wurden 960.360 t Steinkohle gefördert, die Belegschaftsstärke betrug in diesem Jahr 3116 Beschäftigte. Im Jahr 1964 wurden von 2640 Beschäftigten 1.027.520 t Steinkohle gefördert. Im Jahr 1965 waren noch 2471 Mitarbeiter auf dem Bergwerk beschäftigt, es wurden 1.105.300 t Steinkohle gefördert. Dies sind die letzten bekannten Förder- und Belegschaftszahlen.

## Heutige Nutzung
Heute befinden sich in den Verwaltungs- und Kauengebäuden, die im Rahmen der Internationalen Bauausstellung Emscher Park denkmalgerecht umgebaut wurden, ein überbetriebliches Ausbildungszentrum des Gerüstbauerhandwerks und der Motorrad-Mechatroniker sowie ein kleines Bergbaumuseum. Die Zeche ist als Baudenkmal in die Denkmalliste der Stadt Dortmund eingetragen.